# Предателство (сериал, Турция)
„Предателство“ (на турски: Aldatmak) е драматичен турски телевизионен сериал, продуциран от Tims&B Productions, чийто първи епизод е излъчен на 22 септември 2022 г., режисиран от Мурат Сараджоолу, по сценарий на Сема Йълдъз Тунч. Главните роли се изпълняват от Вахиде Перчин и Ерджан Кесал.

## Актьорски състав
- Вахиде Перчин – Гюзиде Йенерсой
- Ерджан Кесал – Али Сезай Окуян
- Фейза Севил Гьонгюр - Ойлюм Йенерсой
- Юсуф Чим – Озан Йенерсой
- Ирем Тунджер – Серра
- Иляйда Чевик – Ипек
- Нурсел Кьосе – Муаля
- Мустафа Уурлу – Тарък Йенерсой/ Мурат
- Джем Бендер – Олтан Кашифоолу
- Джанер Шахин - Толга Кашифоолу
- Дефне Самйели – Елмас Хевес
- Асена Гиришкен - Йешим Денизерен
- Джем Сюргит - Юмит Йозгюдер
- Мелтем Байток - Назан Токлуча
- Джанан Юрекли - Зейнеп
- Арас Айдън – Бехрам Дичели
- Мерве Алтънкая - Бурджу
- Селин Кахраман - Зелиш
- Йозлем Токаслан – Илкнур Гюлсой
- Тарък Юндюз – Селчук
- Беркай Атеш – Кахраман
- Ализе Гьордюм - Азра
- Йешим Салкъм – Зеннуре
- Емин Гюненч – Дюндар Терзиоолу

## Излъчване
| Сезон | Епизоди | Начало на сезона  | Край на сезона | Всички епизоди | ТВ сезон    | ТВ Канал | Дата и час        |
| ----- | ------- | ----------------- | -------------- | -------------- | ----------- | -------- | ----------------- |
| 1     | 35      | 22 септември 2022 | 15 юни 2023    | 1 – 35         | 2022 – 2023 | ATV      | четвъртък (20:00) |
| 2     | 36      | 7 септември 2023  | 6 юни 2024     | 36 – 71        | 2023 – 2024 | ATV      | четвъртък (20:00) |

## Излъчване в България
| Сезон | Епизоди | Начало на сезона | Край на сезона    | Всички епизоди | ТВ сезон    | ТВ канал     | Дата и час           |
| ----- | ------- | ---------------- | ----------------- | -------------- | ----------- | ------------ | -------------------- |
| 1     | 109     | 25 ноември 2024  | 24 април 2025     | 1 - 109        | 2024 - 2025 | Diema Family | всеки делник (20:00) |
| 2     | 113     | 25 април 2025    | 30 септември 2025 | 110 - 222      | 2025        | Diema Family | всеки делник (20:00) |

## В България
В България сериалът започва на 25 ноември 2024 г. по Diema Family. Ролите се озвучават от Ася Братанова, Елисавета Господинова, Петя Миладинова, Стефан Сърчаджиев-Съра, Росен Русев и Васил Бинев.